# Charmouth

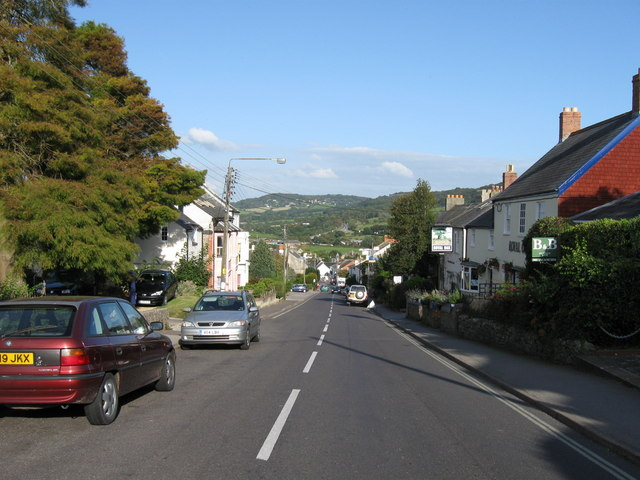
Charmouth

Charmouth ist ein Dorf in der Grafschaft Dorset in England, Großbritannien mit rund 1700 Einwohnern. Die Lage an der Mündung des Flusses Char in den Ärmelkanal gab der Ortschaft ihren Namen.
Die an dem örtlichen Strand gelegenen Klippen sind unter Fossiliensammlern für ihre hohe Konzentration an Versteinerungen bekannt. Ebenso eng wie die Nachbargemeinde Lyme Regis ist Charmouth daher mit dem Namen der engagierten Hobby-Paläontologin Mary Anning verknüpft.

## Persönlichkeiten
- Llewellyn Rees (1901–1994), Schauspieler
- Graham Mann (1924–2000), Regattasegler